# 투발루 축구 국가대표팀
투발루 축구 국가대표팀은 투발루를 대표하는 축구 국가대표팀으로 이 팀은 OFC의 준회원국이지만 FIFA 회원국이 아니기 때문에 FIFA 월드컵이나 OFC 네이션스컵에 참가할 수 없으며 퍼시픽 게임과 독립 축구 협회 연맹에서 주관하는 대회에만 참가할 수 있다.

## 국제 대회 경력

### 퍼시픽 게임
퍼시픽 게임에는 6번 참가하여 이 가운데 초대 대회인 1979년 대회에서 8강에 오르며 국제 대회 최고 성적을 거두었고 이후 5번의 대회(2003년, 2007년, 2011년, 2019년, 2023년)에서 조별리그를 통과하지 못했지만 그나마 2023년 대회에서 2승 2패로 투발루 축구 역사상 퍼시픽 게임 최다승 기록을 경신했다.

### CONIFA 월드 풋볼컵
2016년 11월 독립 축구 협회 연맹 가입 이후 첫 대회인 2018년 CONIFA 월드 풋볼컵에 출전하여 조별리그에서는 3전 전패·C조 최하위에 머무르며 순위결정전으로 밀려났고 순위결정전 1라운드에서는 재일 조선인에 0-5로 대패했고 2라운드에서도 타밀일람과 7골을 주고 받는 공방전 끝에 3-4로 석패했으며 이어 벌어진 3라운드에서는 앨런 배닌에 3-0 기권승을 거두며 15위로 대회를 마쳤다.

## 국제 대회 성적

### 퍼시픽 게임
- 1979년 - 8강
- 1983년 ~ 1995년 - 불참
- 2003년 ~ 2023년 - 조별리그

### CONIFA 월드 풋볼컵
- 2018년 - 15위